# Tetramolopium piloso-villosum
Tetramolopium piloso-villosum là một loài thực vật có hoa trong họ Cúc. Loài này được (S.Moore) Mattf. miêu tả khoa học đầu tiên năm 1929.